# 호자밴트구
호자밴트구(아제르바이잔어: Xocavənd rayonu)는 아제르바이잔 남서부에 위치한 구로 행정 중심지는 호자밴트이며 면적은 1,458km2, 인구는 40,500명(아제르바이잔측의 추산 인구)이다. 본래의 나고르노카라바흐 자치주 지역에 속했다. 아르차흐 공화국이 호자밴트 주의 대부분을 점령하고 있었으나 아르차흐 공화국 소멸 후 아제르바이잔의 지배 하에 있다. 아르차흐 공화국 통치 시절에는 마르투니주와 하드루트주로 분리되어 통치되었다.
2020년 나고르노카라바흐 분쟁에서 아제르바이잔이 이 지역의 대부분을 탈환했다.